# Scott Creek Conservation Park
Scott Creek Conservation Park är en park i Australien. Den ligger i delstaten South Australia, omkring 19 kilometer sydost om delstatshuvudstaden Adelaide. Scott Creek Conservation Park ligger 289 meter över havet. Arean är 7,1 kvadratkilometer.
Runt Scott Creek Conservation Park är det ganska glesbefolkat, med 35 invånare per kvadratkilometer.. Närmaste större samhälle är Adelaide, omkring 19 kilometer nordväst om Scott Creek Conservation Park. 
I omgivningarna runt Scott Creek Conservation Park växer huvudsakligen savannskog. Genomsnittlig årsnederbörd är 729 millimeter. Den regnigaste månaden är juni, med i genomsnitt 133 mm nederbörd, och den torraste är december, med 21 mm nederbörd.